# Chrám Uvedení Bohorodice do Chrámu (Brno)
Chrám Uvedení Bohorodice do Chrámu je moderní sakrální pravoslavná stavba v areálu Monastýru sv. kněžny české Ludmily v Husovicích v Brně. Chrám nahradil původní, kapacitně již nedostačující, domovní kapli v monastýru. Chrám i monastýr jsou v jurisdikci olomoucko-brněnské eparchie Pravoslavné církve v českých zemích a na Slovensku. Bohoslužby jsou slouženy každou neděli a o svátcích.

## Historie

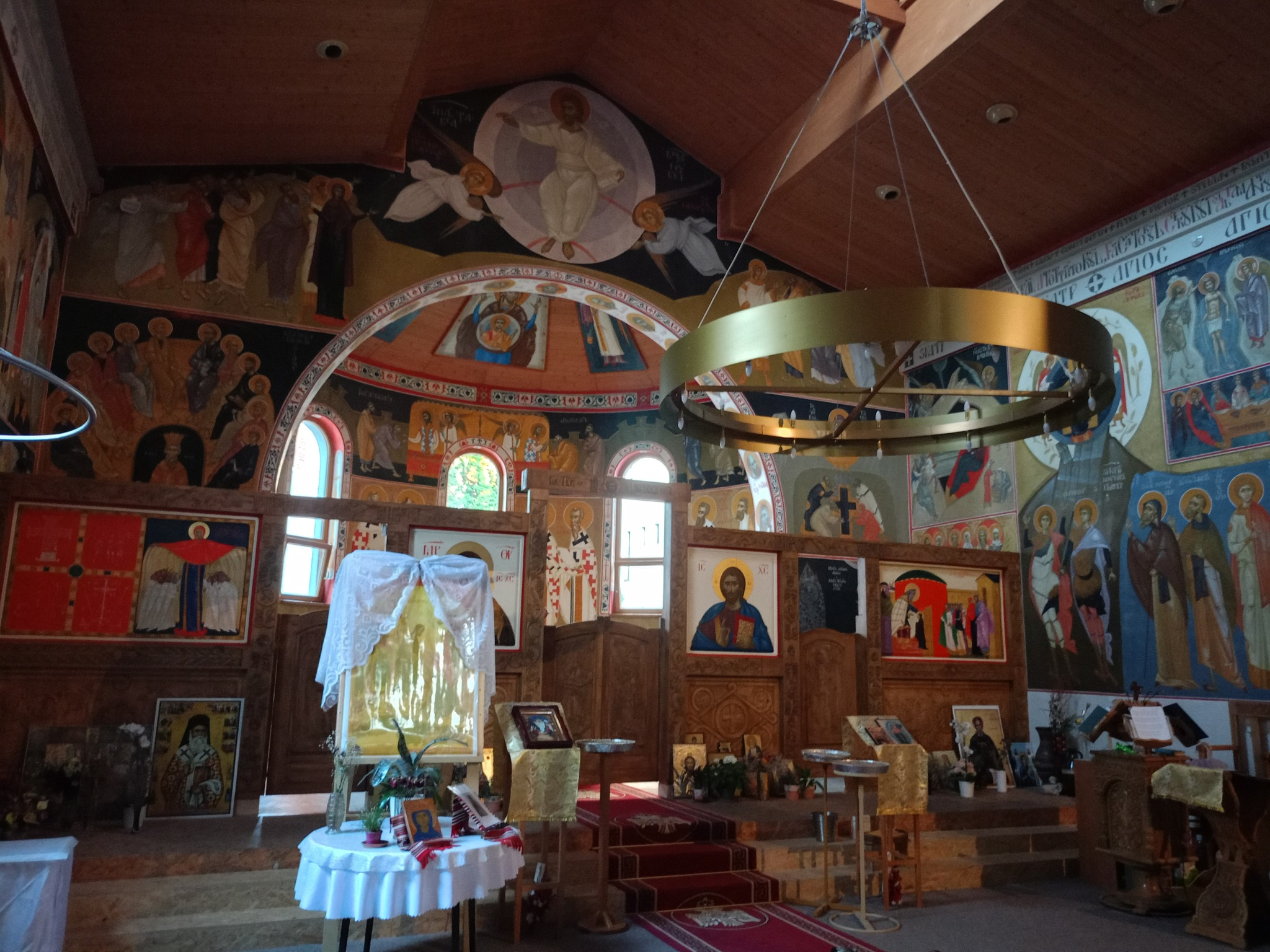
Interiér monastýrského chrámu

Pravoslavný monastýr byl v Brně-Husovicích ve Vranovské ulici založen v roce 2003 olomoucko-brněnským arcibiskupem, vladykou Simeonem. Jedná se o tzv. misijní monastýr, zaměřující se vedle duchovní činnosti také na pomoc cizincům, uprchlíkům a migrantům. Bohoslužby, zejména pro rumunskou menšinu, byly původně slouženy v domovní kapli, která však postupem let přestávala kapacitně dostačovat. V roce 2011 proto začala přestavba sousedního domu na nový chrám. Kromě této potřeby místních věřících byl chrám pojat také jako památník rumunských vojáků, padlých koncem druhé světové války při osvobozování Československa od nacismu. Úmyslem místního duchovního správce bylo také umístění ostatků mučedníků z rumunských internačních táborů z časů komunismu. Na výstavbě se brigádnicky podíleli i místní farníci. Chrám byl vysvěcen v roce 2013 vladykou Simeonem za asistence dalších kněží. Dokončovací práce (zejména v interiéru) pokračovaly několik dalších let.

## Architektonická podoba
Chrám, jehož autorem je brněnský architekt Vilém Chroboczek (Ateliér 205), vznikl rekonstrukcí řadového jednopatrového domu, je proto začleněn do běžné městské uliční zástavby, což není pro pravoslavné chrámové stavby zcela typické. Prostorově zasahuje do dvora monastýru. Směrem do ulice zůstalo zachováno průčelí domu, které bylo upraveno. V návaznosti na původní dům byla postavena obdélná chrámová loď, nad níž byla vztyčena nízká čtyřhranná věž. Loď je přístupná také bočním vchodem ze dvora monastýru. Oltářní prostor je zakončen obsazenou půlkruhovou apsidou. V interiéru je fresková výzdoba, která je dílem rumunského ikonopisce Adriana Iurca. Vyřezávaný ikonostas je dílem rovněž rumunské výtvarnice Cristiny Schiop.